# Gisela Salcher

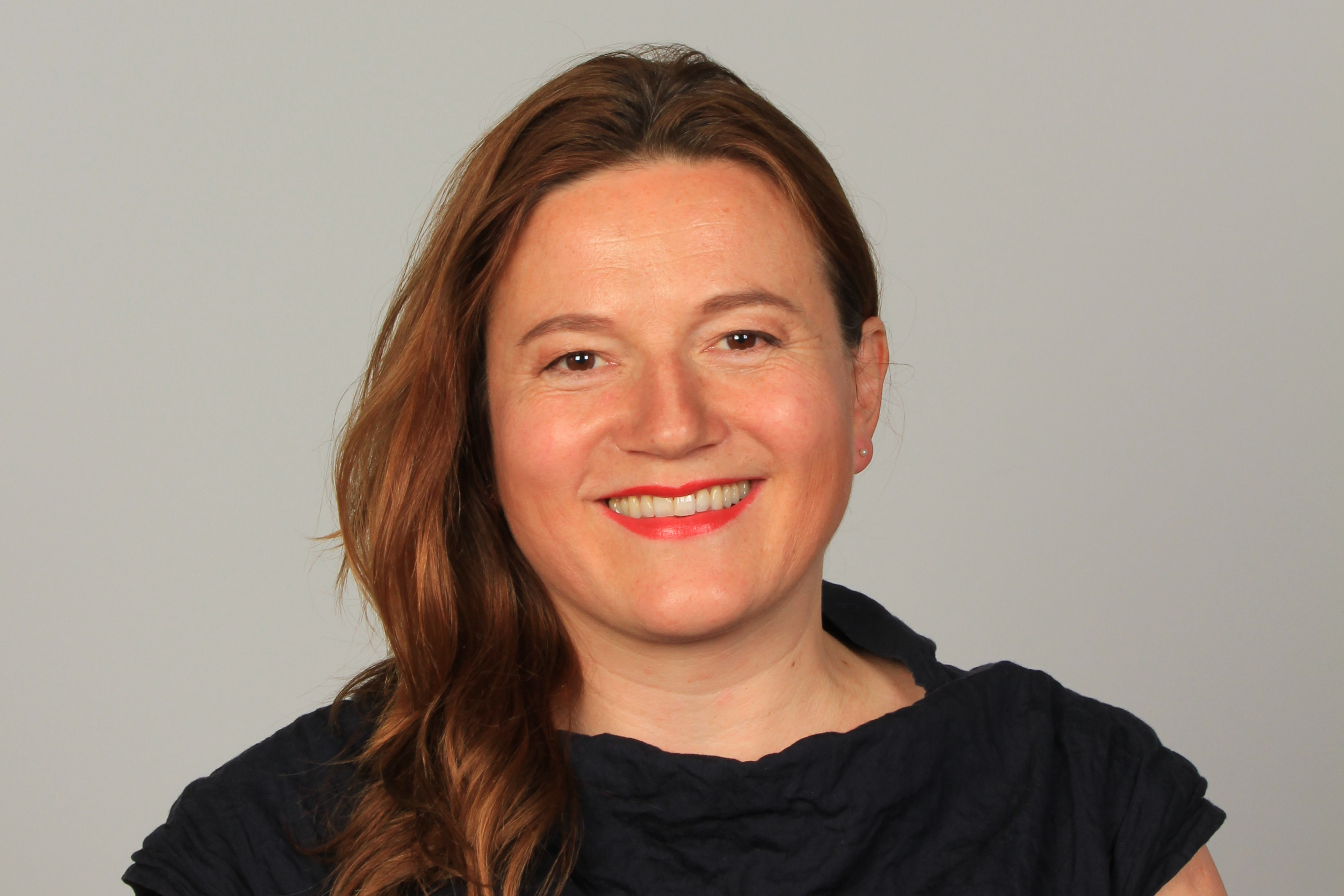
Gisela Salcher (2016)

Gisela Salcher (* 14. Mai 1969 in Waidhofen an der Ybbs) ist eine österreichische Schauspielerin.

## Leben
Gisela Salcher besuchte die Schauspielschule am Volkstheater in Wien, die sie 1993 abschloss. Anschließend spielte sie am Landestheater Coburg, gefolgt von einem Engagement ans Thalia Theater in Halle (Saale). Ferner wirkte sie als Schauspielerin am Burgtheater, am Landestheater Niederösterreich, am Tiroler Landestheater Innsbruck, am Stadttheater Bruneck, am Stadttheater Fürth und an weiteren Bühnen. Von 1999 bis 2002 gehörte Salcher dem Faust-Ensemble von Peter Stein an. Seit 2002 lebt sie wieder in Wien. Neben ihrer Tätigkeit am Theater verkörperte sie zunehmend Rollen in zahlreichen Film- und Fernsehproduktionen. In der Arte/ZDF/ORF-Dokumentation über  Queen Victoria spielte sie 2019 die Rolle der Victoria als reife Frau, neben Franziska Singer als junge Viktoria.
Salcher ist Mitglied der Akademie des Österreichischen Films.

## Filmografie
- 1992: Florian Grünmandl
- 2004: Antares
- 2006: Glaubenskriege
- 2006: Kupetzky – Sex
- 2007: Zeitfeld
- 2008: Lunchbreak
- 2009: Die Lottosieger – Macht Borgen Sorgen?
- 2010: Samoa
- 2010: Seine Mutter und ich
- 2010: Die Spätzünder
- 2011: Mein bester Feind
- 2011: Michael
- 2011: Schnell ermittelt – Marvin Jäger
- 2011: Tatort: Vergeltung
- 2012: Annamaria
- 2012: SOKO Donau – Zimmer 312
- 2013: Abgebrannt
- 2013: Die Spätzünder 2 – Der Himmel soll warten
- 2013: Tatort: Angezählt
- 2014: Menschen & Mächte – Der Weg in den Untergang
- 2015: Alles wird gut
- 2015: Die Frau in Gold (Woman in Gold)
- 2015: Gruber geht
- 2015: Ma folie
- 2016: WiNWiN
- 2017: SOKO Donau – Familie Schweiger
- 2018: Tatort: Die Faust
- 2018: L’Animale
- 2018: Angelo
- 2019: Universum History – Victoria – Geheimnisse einer Jahrhundertqueen
- 2022: Strafe – Ferdinand von Schirach, Folge Das Seehaus
- 2022: Landkrimi – Steirergeld (Fernsehreihe)
- 2023: Heimsuchung
- 2024: School of Champions (Fernsehserie)